# Wojciech Zawadzki (fotograf)
Wojciech Zawadzki (ur. 1950 we Wrocławiu, zm. 22 czerwca 2017 w Jeleniej Górze) – polski fotograf. Członek Związku Polskich Artystów Fotografików.
W latach 1980–1981 działał w grupie Zespół Roboczy 4+. W latach 1991–1993 wykładowca Wyższego Studium Fotografii w Warszawie. Jeden z współtwórców programu "fotografii elementarnej". Czołowy przedstawiciel szkoły jeleniogórskiej. Prowadził Galerię Fotografii Korytarz w Regionalnym Centrum Kultury w Jeleniej Górze.

## Odznaczenia
- Odznaka honorowa „Zasłużony dla Kultury Polskiej” (2009)[3]

## Wybrane wystawy indywidualne
- 1978 – Przedmiot, Wrocławska Galeria Fotografii
- 1979 – Re-Media, Galeria Foto – Medium Art., Wrocław
- 1988 – 50 Fotografii,1985-1987, Galeria ZPAF Katowice
- 1989 – Karkonosze – Fotografie 1974 – 1987 r, Biuro Wystaw Artystycznych w Jeleniej Górze
- 1991 – Fotografie, Galeria Image, Aarhus, Dania
- 1996 – Miejsce i Czas, Mała Galeria Centrum Sztuki Współczesnej, Warszawa
- 2000 – Miejsce Kamienia, Galeria 48, Wałbrzych
- 2002-2003 – Moja Ameryka. Galeria PF, Poznań, Galeria Domek Romański, Wrocław, Biuro Wystaw Artystycznych w Jeleniej Górze
- 2005 – Moja Ameryka, Galeria Sztuki Bamberg, BRD
- 2006 – Moja Ameryka, Galeria "Pusta", Katowice
- 2008-2010 – Olszewskiego 11, Dolnośląskie Centrum Fotografii "Domek Romański" we Wrocławiu, Biuro Wystaw Artystycznych w Jeleniej Górze[4]

## Wybrane wystawy zbiorowe
- 1978 – Karkonosze Wielorakie, Muzeum Okręgowe, Jelenia Góra
- 1980 – Światło, Zespół Roboczy 4 +, Galeria Foto-Medium-Art., Wrocław
- 1986 – Fotografia Elementarna, Galeria BWA Szczecin
- 1987 – II Międzynarodowy Salon Sztuki Miniaturowej, Toronto, Kanada
- 1989 – Kontakty, Biuro Wystaw Artystycznych w Zielonej Górze, BWA Szczecin
- 1990 – Looking East, Galeria Image, Aarhus, Dania
- 1992 – Fotografia Polska Lat 80-tych, Muzeum Sztuki, Łódź
- 1995 – Konstelacje II, Monachium, Niemcy
- 1996 – Bliżej Fotografii, Biuro Wystaw Artystycznych w Jeleniej Górze, BWA Wrocław, BWA Szczecin
- 1997 – Fotografia we Wrocławiu 1945 – 1997, BWA Wrocław
- 1997 – Into the Magic-,Sarajewo, Ljubliana, Jugosławia
- 1998 – Warszawa na dzień przed...-,- Zachęta Narodowa Galeria Sztuki, Warszawa
- 2000 – 2000 Thanks To From IMAGE – Galeria IMAGE, Aarhus, Dania
- 2002 – Pro Figura – Bautzener Kunstferein e.V.Niemcy
- 2006 – Znaki Czasu, BWA Katowice

## Prace w zbiorach
- Muzeum Narodowe we Wrocławiu
- Muzeum Sztuki w Łodzi
- Biuro Wystaw Artystycznych w Jeleniej Górze
- Muzeum Przyrodnicze Karkonoskiego Parku Narodowego
- Muzeum Sztuki Nowoczesnej, Hünfeld, Niemcy
- Śląska Kolekcja Sztuki Współczesnej – Fundacja dla Śląska, Katowice